# Mimon crenulatum
Mimon crenulatum es una especie de murciélago de la familia Phyllostomidae.

## Distribución geográfica
Se encuentra en América del Sur y América Central.  En  Brasil, Colombia, Ecuador, Guayana Francesa, Guyana, Surinam y Venezuela.